# Luis Justo Villanueva
Luis Justo y Villanueva (Madrid, 1836-Ibidem., 1880) fue un ingeniero español.

## Biografía
Nacido en la madrileña calle del Turco en 1836, era sobrino de Isaac Villanueva y Arias. Obtuvo el doctorado como Ingeniero Industrial en las primeras promociones del Real Instituto Industrial, hoy Escuela Técnica Superior de Ingenieros Industriales de la Universidad Politécnica de Madrid. Al año siguiente se doctoró en ciencias físico-químicas.
Profesor de química de la Escuela de Ingenieros Industriales en Gijón durante los cursos 1857 a 1860. Como consecuencia del cierre de esta Escuela se desplazó a Barcelona, siendo nombrado ese año profesor de la misma asignatura en la reinauguración de la Escuela Industrial de Barcelona, labor que desempeñó hasta cerca del fin de sus días. Se especializó en agricultura, adquiriendo gran prestigio y publicando numerosísimos trabajos.
Luis Justo y Villanueva fue el primer presidente de la Asociación de Ingenieros Industriales de Barcelona, en 1863.
Este ingeniero llevó a cabo una parte importante de su labor divulgativa, docente, investigadora y asesora dentro del Instituto Agrícola Catalán de San Isidro, entre 1861 y 1876. Su ingreso en aquella institución como Socio de Mérito sirvió de inicio a su destacada aportación a la agricultura catalana. Fruto de esta tarea, se le reconoce unánimemente como el desarrollador e impulsor del cava catalán, introduciendo entre otros logros el método de la segunda fermentación en botella y produciendo una extensa obra técnico-científica sobre esta materia. Otra de las metas de su trabajo fue su decidida defensa de crear caldos específicamente catalanes, con la identidad propia de la tierra, y no meras imitaciones de los de otras regiones vitivinícolas. Lo que inicialmente fue un utópico objetivo se terminó convirtiendo en un hecho incuestionable. Sus discípulos fueron los fundadores de las primeras grandes bodegas para la producción de cava en Cataluña.
Tras experimentos sin importancia comercial de distintos bodegueros, Josep Raventós i Fatjó, alumno de Luis Justo, puso en práctica estos avances hacia 1872 en sus bodegas, fundadas tres siglos antes por Jaume Codorníu para comercializar los primeros cavas catalanes. Anteriormente, en 1865, Agustí Vilaret i Centrich, un indiano procedente de Cuba cuyo padre había sido panadero en Blanes, regresó a su tierra y fundó las cavas Mont-Ferrant, dedicándolas años más tarde a la producción de vinos espumosos, para lo que encargó la dirección de su producto al mismo Justo y Villanueva, quien consiguió una producción de 10.000 botellas en 1877 y 12.000 al siguiente año.
Su otra excepcional aportación para el sector agrario catalán fue el desarrollo de los primeros abonos químicos compuestos españoles, además de otros grandes avances.
En 1863 fundó y dirigió la primera fábrica de abonos artificiales, con sede en el barrio de Santa Eulalia (Hospitalet de Llobregat). Su producto "abonos completos para la producción de plantas; carne seca para abono; sangre seca; huesos calcinados y pulverizados". Justo y Villanueva supo valorar la necesidad de nutrientes de las plantas, identificar fuentes de obtención de estos nutrientes y desarrollar un producto fiable, de calidad constante, en la línea de los preconizados por la actual agricultura de vanguardia.
Entre los muchos otros trabajos desarrollados se puede consultar a modo de ejemplo un Manual del Tintorero, de 1866. Es un compendio de distintas obras de varios autores, en la que su aportación es definitiva. Es un ejemplo más de la aplicación de técnicas industriales aplicables a pequeña escala para la mejora de una actividad económica tradicional. El compromiso con la docencia y con el progreso del agro catalán fue una constante en su actividad desde que llegó a tierras catalanas. Otra de las obras que lo ejemplifican es un manual publicado en 1874 titulado "Laboratori quimich del pagés, ó sia, esplicació rahonada sobre la manera de funcionar alguns dels aparatos que necessita'l pagés per l'avansament de la agricultura donada en les sessions que sobre aquest punt professá en 1873 en l'Institut Agrícola Catalá de S. Isidro".
El Instituto Agrícola creó el Laboratorio de Química Agrícola en 1867 y nombró director a Luis Justo, que por entonces era Socio de Honor de la Institución. El nuevo laboratorio introdujo la pasteurización en los elaborados de productos agrarios.
Su dedicación a la agricultura catalana se extendió hasta 1875. Un año antes, en 1874, el Ayuntamiento de Madrid le encargó un estudio sobre las aguas residuales madrileñas y su posible aplicación agrícola. La carencia de instalaciones para este trabajo le obligaron a fraccionar el trabajo en distintas etapas. El año 1877 pidió una excedencia de su plaza de ingeniero para poder dedicarse a ello con más profundidad. El año 1879 dimitió de su cargo como profesor de la Escuela Industrial para ponerse al frente del laboratorio o Inspección Municipal de Madrid. Afectado desde hacía tiempo por una enfermedad, falleció en su ciudad natal el 31 de enero de 1880 a la temprana edad de 46 años.
Desposó con Mª Candela Sánchez-Blanco y Herranz (1837/38-1889),y fue padre de Manuel de Justo Sánchez-Blanco, ingeniero de Caminos.

## Reconocimientos
Entre los honores recibidos en vida, fue distinguido como Caballero de la Real Orden Americana de Isabel la Católica. Fue Socio Honorario, Correspondiente y Residente de diversas instituciones. En fechas recientes se han publicado tesis doctorales y otros trabajos sobre su figura. Así mismo, la precursora bodega Mont-Ferrant le ha dedicado un gran Brut Nature, etiquetándolo con el nombre y la firma de Luis Justo Villanueva en homenaje a quien desarrolló el método en Cataluña y dirigió las primeras añadas de la bodega.
El especialista Emili Giralt ha señalado que "Cataluña le debe un monumento". En efecto, Luis Justo y Villanueva, aunque de origen no catalán, contribuyó muy decisivamente al desarrollo de una industria agroalimentaria que hoy es santo y seña de Cataluña en el mundo. Luis Justo dedicó al progreso de Cataluña lo mejor de su intensa vida laboral y familiar.